# 김재위
김재위(金載瑋, 1921년 8월 23일 경남 산청 ~ 2009년 2월 25일)는 대한민국의 기업인, 정치인이다. 제4,6대 국회의원을 역임했다.

## 약력
- 조선식산은행 근무
- 대한올림픽위원회 감사
- 대한체육회 이사
- 충청남도 문화계장
- 문교부 체육과장
- 대한석유협회 회장
- 제일기업·부영실업·동아건설 회장
- 흥국상사·남한강개발주식회사 사장
- 전국경제인연합회 이사, 감사

## 역대 선거 결과
|  | 44.90% |

|  | 0% |

|  | 8.1% |

|  | 17.29% |

|  | 1.8% |

## 참고자료
- 김재위 - 대한민국헌정회